# Stemodia palmeri
Stemodia palmeri là một loài thực vật có hoa trong họ Mã đề. Loài này được A. Gray miêu tả khoa học đầu tiên.